# Onisilos Sotira
El Onisilos Sotira fue un equipo de fútbol de Chipre que llegó a jugar en la Primera División de Chipre, la liga de fútbol más importante del país.

## Historia
Fue fundado en la aldea de Sotira en 1978 y su nombre fue en honor a Onesilus, un héroe de la revolución de Chipre y sus primeros años de existencia los pasó en las ligas regionales de Chipre.
En la temporada 2003/04, el club jugó por primera y única vez en la Primera División de Chipre, en donde en 26 partidos ganó 4, empató 3 y perdió 19, anotó 22 goles y recibió 61, quedando en 13.er lugar entre 14 equipos y descendió de categoría.
Al finalizar la temporada 2013/14, el club desapareció debido a problemas financieros mientras jugaba en la Tercera División de Chipre.

## Jugadores

### Jugadores destacados
| - Panayiotis Kosma - Theodoros Katsiaris - Robin Muller van Moppes - Tom Kalkhuis | - Martijn Roosenburg - Paulinho - Sebastião Nogueira - Peter Kostolani | - Demetris Christofi - Takis Pattadorou - Leuteris Eleutheriou - Didac Devesa |